# Electric Lady Studios

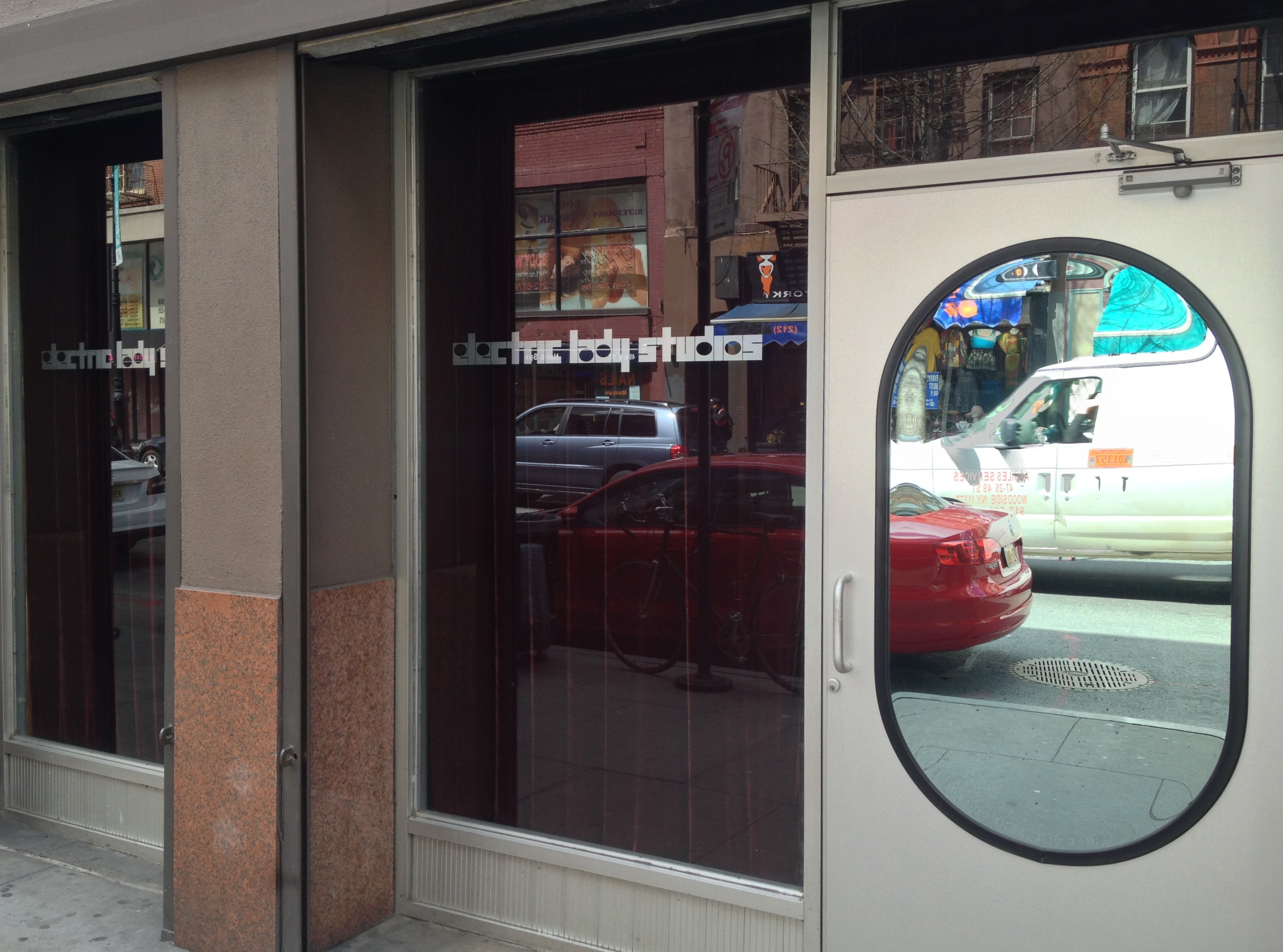
Ingang van de Electric Lady Studios

De Electric Lady Studios in New York zijn opnamestudio's gelegen aan 52 West 8th Street, in Greenwich Village. Deze opnamestudio werd oorspronkelijk gebouwd door en voor Jimi Hendrix naar een ontwerp van John Storyk. De studio werd in 1970 in gebruik genomen. Een hele reeks artiesten en bands namen intussen hier muziek op, waaronder John Mayer, Bob Dylan, John Lennon, Kiss, AC/DC, Blondie, Carly Simon, The Clash, Peter Frampton, Foreigner, Bryan Adams, Hall & Oates, The Rolling Stones, David Bowie, Al Green, Frank Zappa, Nas, Kanye West, Madonna, Beyoncé, The Mighty Boosh, Courtney Love, Radiohead, Coldplay, Alice Cooper, Bad Religion, Stevie Wonder, Goldfrapp, Billy Cobham, Curtis Mayfield, Moby, Mahavishnu Orchestra, Lou Reed, Muse, Arctic Monkeys, Glasvegas, The Early Years, Sinéad O'Connor, Billy Joel, Billy Idol, The Mars Volta, Mike Oldfield, Guns N' Roses, Elkie Brooks, Patti Smith, John McLaughlin, Klaus Nomi, Van Halen, The White Stripes, Weezer, Interpol, Steve Earle, Kid Creole and the Coconuts, Bad Brains, Wolfmother, Miley Cyrus, The Big Pink, The Strokes, Erykah Badu, Common, Kings Of Leon, Dave Matthews Band, Take That, Defunkt, Rihanna, Christina Aguilera en Daft Punk.

## Geschiedenis
Al zijn hele carrière lang vertelde Jimi Hendrix aan veel mensen dat hij graag een plek had voor zichzelf waar hij in alle rust liederen kon opnemen, componeren en mixen. In de beginjaren van zijn carrière had hij daar simpelweg het budget niet voor, maar hij maakte zijn droom in augustus 1970 eindelijk waar.
Hij zocht samen met zijn geluidstechnicus Eddie Kramer een pand uit ergens in New York dat kon dienen als een pand om een studio in te vestigen. Na een korte zoektocht vond Kramer een geschikte locatie op 8th Street, en liet Jimi zich door professionele architecten leiden en zijn droomstudio bouwen. Het gebouw was voor de aankoop door Hendrix en zijn manager Michael Jeffery de locatie van de Generation Club. Daarvoor was het gebouw ook in het interbellum de locatie van de Village Barn nightclub, en vanaf 1938 het schilderatelier van Hans Hofmann.
Veel conflicten vertraagden de verbouwing tot opnamestudio: hevige regenval verwoestte een deel van de ruwbouw, en pompen moesten worden geïnstalleerd toen bekend werd dat het pand gesitueerd was boven een ondergrondse rivier, de Minetta Creek.
Uiteindelijk moest een lening van honderdduizenden dollars van Warner Brothers het bouwproject van de studio haalbaar maken.
Hendrix spendeerde uiteindelijk maar vier weken in de studio, waarvan drie weken terwijl het bouwen van de studio nog in de eindfase zat.
Op 26 augustus werd de bouw voltooid en werd een groot openingsfeest gehouden. De volgende dag vloog hij naar Londen voor zijn optreden op het Isle Of Wight Festival op 30 augustus 1970. Hij overleed enkele weken later in het Verenigd Koninkrijk.
De Electric Lady Studios, zoals Hendrix zijn studio had genoemd, is na Hendrix' dood een immens populaire studio geworden waar veel beroemde artiesten en bands hun muziek hebben opgenomen.